# Mousehole
Mousehole ([ˈmaʊzəl]; cornique : Porthenys) est un village et un port de pêche situé en Cornouailles en Angleterre, à 4 km au sud de Penzance.

## Histoire
Le 2 août 1595, la ville fut occupée et mise à feu par des forces espagnoles lors de la bataille des Cornouailles.